# Marian Hemar

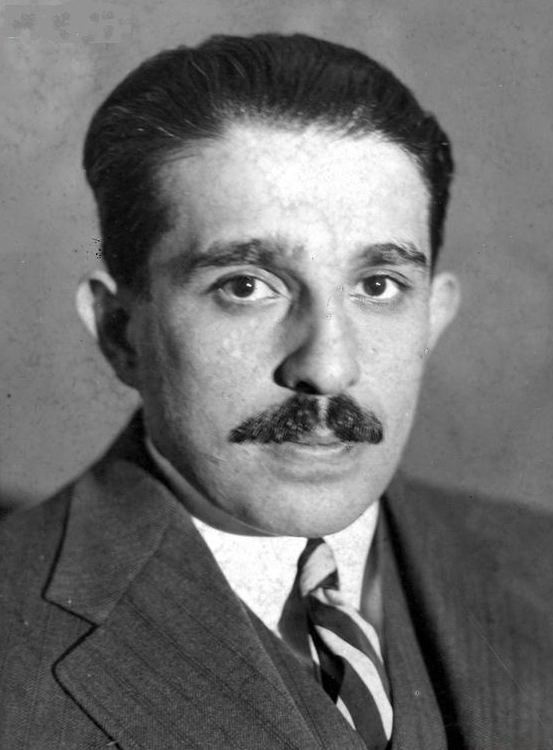
Marian Hemar (vor 1939, Fotograf unbekannt)

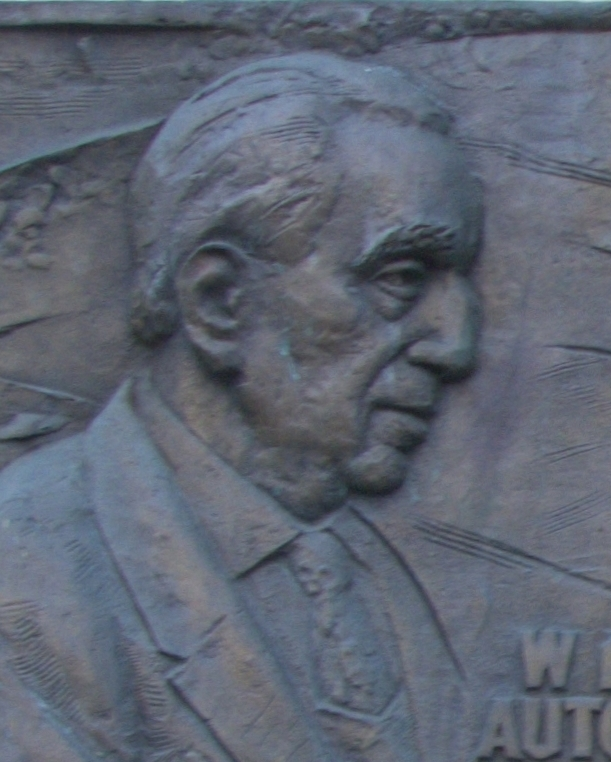
Gedenktafel in Warschau

Marian Hemar (geboren 6. April 1901 als Jan Marian Hescheles in Lemberg, Österreich-Ungarn; gestorben 11. Februar 1972 bei London; Pseudonyme Jan Mariański und Marian Wallenrod) war ein polnischer Dichter, Journalist, Satiriker und Komödienautor.

## Leben
Ab 1926 war er Hausautor des bedeutenden satirischen Theaters Qui-Pro-Quo in Warschau und schrieb Sketche für den Rundfunk. Während des Zweiten Weltkriegs musste der polnische Jude vor den Nationalsozialisten ins Londoner Exil fliehen. In das nach Kriegsende kommunistische Polen kehrte er nicht zurück. In London wurde er zum bedeutendsten Satiriker der polnischen Exilgemeinschaft.
Er war ein Cousin von Stanisław Lem und Onkel von Janina Altman.